# Fehérarcú lile
A fehérarcú lile (Charadrius dealbatus) a madarak osztályának, a lilealakúak (Charadriiformes) rendjébe, ezen belül a lilefélék (Charadriidae) családjába  tartozó faj.

## Rendszerezése
A fajt Robert Swinhoe angol ornitológus írta le 1870-ben, az Agialites nembe Agialites dealbatus néven. Ez az újonnan felosztott faj a széki lile (Charadrius alexandrinus) alfaja volt Charadrius alexandrinus dealbatus néven, de önálló fajként nem mindegyik szervezet fogadta el.

## Előfordulása
Hongkong, Indonézia, Fülöp-szigetek, Laosz, Kambodzsa, Kína, Malajzia, Mianmar, Szingapúr, Thaiföld és Vietnám területén honos.
Természetes élőhelyei a homokos és kavicsos tengerpartok, torkolatok, sós és édesvizű mocsarak, tavak, folyók és patakok környéke, mérsékelt övi gyepek és sivatagok. Vonuló faj.

## Megjelenése
Testhossza 17 centiméter. 

## Természetvédelmi helyzete
Elterjedési területe nagy, egyedszáma ismeretlen. A Természetvédelmi Világszövetség Vörös listáján adathiányos fajként szerepel.